# Eva (film, 1962)
Pour plus de détails, voir Fiche technique et Distribution.
Pour les articles homonymes, voir Eva.
Eva est un film franco-italien réalisé par Joseph Losey et sorti en 1962. Le film est tiré du roman éponyme de James Hadley Chase publié en 1945.

## Synopsis
Tyvian Jones est de passage à Venise, à l'occasion du Festival cinématographique. Son livre vient d'être porté à l'écran. Cet être dur et sans scrupules jouit d'une réputation usurpée : il a publié sous son nom le travail littéraire de son frère qui vient de mourir. Il rencontre Eva, une Française qui a décidé d'être le prototype de la courtisane moderne. Cette séductrice s'interdit d'aimer et elle ne veut pas qu'on l'aime.
Fasciné par Eva, Tyvian la poursuit jusqu'à Rome et accepte toutes les humiliations. Le faux écrivain essaye de se libérer d'un amour devenu obsessionnel. Il épouse une femme jeune et belle, Francesca, qui comprend très tôt que son mari est toujours follement amoureux d'Eva. En proie à une violente crise de désespoir, Francesca se suicide. Tyvian ne quittera plus Venise. Il poursuit inlassablement Eva…

## Fiche technique
Sauf indication contraire, les informations mentionnées dans cette section peuvent être confirmées par la base de données cinématographiques Unifrance,  présente dans la section « Liens externes ».
- Titre : Eva
- Réalisation : Joseph Losey
- Scénario, adaptation et dialogues : Hugo Butler, Evan Jones, d'après le roman  policier éponyme de James Hadley Chase
- Directeur de la photographie : Gianni Di Venanzo, assisté par Pasquale De Santis (cadreur)
- Musique originale : Michel Legrand
- Montage ; Reginald Beck, Franca Silvi
- Producteurs :  Raymond Hakim, Robert Hakim pour
- Durée : 104 minutes
- Format : noir et blanc
- Pays :  Italie,  France (minoritaire)
- Langues de tournage : anglais, italien
- Dates de sortie :
  -  France : 3 octobre 1962

## Distribution
- Jeanne Moreau : Eva Olivier
- Stanley Baker : Tyvian Jones
- Virna Lisi	: Francesca Ferrara
- James Villiers : Alan McCormick
- Riccardo Garrone : Michele
- Lisa Gastoni : La rousse russe
- Checco Rissone : Pieri
- Enzo Fiermonte : Enzo
- Nona Medici : Anna Maria
- Peggy Guggenheim : Peggy Guggenheim

## Musique
- Michel Legrand : Bande originale
- Billie Holiday :  Willow Weep for Me
- Billie Holiday :  Loveless Love
- Anthony (Tony) Middleton : Adam & Eve, musique de Michel Legrand, paroles de Joseph Losey et d'Evan Jones.

## Remake
Un remake homonyme de ce film, est réalisé par Benoît Jacquot en 2018 avec Isabelle Huppert dans le rôle-titre.